# Park Narodowy Dulcie Ranges
Park Narodowy Dulcie Ranges (Dulcie Ranges National Park) – park narodowy utworzony w roku 1991, położony 220 km od Alice Springs, na obszarze Terytorium Północnego w Australii.
Nazwa parku pochodzi od imienia córki australijskiego odkrywcy Charlesa Winnecke.